# Muhammed Faris
Muhammed Ahmed Faris —en árabe: محمد أحمد فارس‎— (Alepo, 26 de mayo de 1951-Gaziantep, Turquía, 19 de abril de 2024) fue un aviador militar de sirio. Fue el primer astronauta de Siria y el segundo árabe en el espacio.

## Biografía
Nacido en Alepo, Siria, era un piloto en la Fuerza Aérea de Siria con el rango de coronel. Se especializó en la navegación cuando fue seleccionado para participar en el programa de vuelos espaciales Intercosmos el 30 de septiembre de 1985.
Voló como cosmonauta de investigación sobre el Soyuz TM-3 a la estación espacial Mir en julio de 1987, paso 7 días, 23 horas y 5 minutos en el espacio. Regresó a la Tierra a bordo del Soyuz TM-2.
Muhammed Faris fue galardonado con el título de Héroe de la Unión Soviética el 30 de julio de 1987. También se le concedió la Orden de Lenin.
Después de su vuelo espacial, regresó a la Fuerza Aérea de Siria. Está casado y tiene tres hijos.
Desde 2016, debido a la guerra contra el Estado Islámico, vivió en Turquía tras haber desertado del ejército sirio.
En marzo de 2024, fue ingresado en el Hospital privado de Sanko en la provincia turca de Gaziantep. Falleció el 19 de abril de 2024, a los 72 años de edad.